# Рыцарев, Борис Владимирович
Борис Владимирович Ры́царев (1930—1995) — советский кинорежиссёр и сценарист, мастер жанра фильма-сказки. Заслуженный деятель искусств Российской Федерации (1995).

## Биография
Борис Рыцарев родился в Москве 30 июня 1930 года.
В 1950—1952 годах учился на актёрском отделении театрального училища имени Щепкина, в 1958 году окончил режиссёрский факультет ВГИКа (мастерская С. И. Юткевича).
Работал на киностудиях ЦКДЮФ имени М. Горького, «Молдова-филм», «Беларусьфильм».
Первый фильм — «Юность наших отцов» по роману А. А. Фадеева «Разгром».
Как режиссёр, получил известность в 1966 году после выхода на экраны фильма-сказки «Волшебная лампа Аладдина» и посвятил этому жанру большинство последующих работ.
Автор сценариев фильмов «Юность наших отцов», «Возьми меня с собой», «Ледяная внучка», «На златом крыльце сидели…».
Скончался 25 ноября 1995 года от рака.
Похоронен в Москве на участке № 4 Миусского кладбища.

## Награды
- Специальный диплом жюри Всесоюзного кинофестиваля в Риге «За творческие усилия в развитии жанра сказки» — конкурс фильмов для детей и юношества : фильм-сказка «Принцесса на горошине» (1977).
- Заслуженный деятель искусств Российской Федерации (17 марта 1995 года)[2].

## Фильмография

### Режиссёр
- 1958 — Юность наших отцов
- 1958 — Атаман Кодр
- 1961 — Выше неба
- 1963 — Сорок минут до рассвета
- 1964 — Валера
- 1966 — Волшебная лампа Аладдина
- 1969 — Весёлое волшебство
- 1972 — Огоньки
- 1974 — Иван да Марья
- 1976 — Принцесса на горошине
- 1978 — Подарок чёрного колдуна
- 1979 — Возьми меня с собой
- 1980 — Ледяная внучка
- 1983 — Ученик лекаря
- 1986 — На златом крыльце сидели…
- 1988 — Имя
- 1992 — Емеля-дурак и волшебная рыба[3]

### Сценарист
- 1958 — Юность наших отцов
- 1963 — Не плачь, Алёнка (короткометражный)
- 1979 — Возьми меня с собой
- 1980 — Ледяная внучка
- 1986 — На златом крыльце сидели…
- 1992 — Емеля-дурак и волшебная рыба[3]

## Документалистика
- Документальный фильм. Автор и режиссёр — Ольга Борщ. ООО «Юникс» по заказу ГТРК «Культура». 2006 г (29 июня 2020). По ту сторону сказки. Борис Рыцарев.  39 мин. Россия-Культура. {{cite episode}}: |series= пропущен или пуст (справка)